# Maj 2009

## 30 maja 2009
- Zmarł pierwszy prezydent Gwinei Bissau, Luís Cabral[1].

## 26 maja 2009
- W wieku 72 lat zmarł aktor Marek Walczewski. (ur. 1937) (filmpolski.pl)
- W pożarze szpitala w Sevket Yilmaz w zachodniej Turcji zginęło 8 osób (TVN24, BBC News).

## 24 maja 2009
- Cachiagijn Elbegdordż został wybrany na prezydenta Mongolii (BBC News)

## 23 maja 2009
- Madhav Kumar Nepal został wybrany na premiera Nepalu (BBC News).
- Były prezydent Korei Południowej Roh Moo-hyun popełnił samobójstwo (BBC News).
- Horst Köhler został wybrany przez Zgromadzenie Federalne na drugą kadencję urzędu prezydenta Niemiec (BBC News).

## 20 maja 2009
- W wyniku katastrofy lotniczej w indonezyjskiej prowincji Jawa Wschodnia zginęło co najmniej 97 osób. (Gazeta.pl)
- W finałowym meczu o Puchar UEFA ukraiński Szachtar Donieck pokonał niemiecki Werder Brema 2:1. (sport.pl)

## 19 maja 2009
- Prezydent Sri Lanki Mahinda Rajapaksa ogłosił zwycięstwo w 26-letniej wojnie z Tamilskimi Tygrysami, dzień po zabiciu ich przywódcy Velupillaia Prabhakarana.(BBC News)

## 18 maja 2009
- Kinga Baranowska weszła na wierzchołek Kanczendzongi (wprost.pl)

## 17 maja 2009
- Na Litwie odbyły wybory prezydenckie. Już w ich pierwszej turze, zwycięstwo zapewniła sobie Dalia Grybauskaitė, zdobywając 69,1% głosów poparcia. (BBC)
- Tamilskie Tygrysy ogłosiły złożenie broni. (gazeta.pl)
- Gra komputerowa Minecraft została udostępniona społeczeństwu

## 16 maja 2009
- W przedterminowych wyborach parlamentarnych w Kuwejcie po raz pierwszy mandaty uzyskały cztery kobiety. (CNN)
- Alexander Rybak – reprezentant Norwegii, wygrał 54 Konkurs Piosenki Eurowizji (Eurovision.tv).

## 15 maja 2009
- Wayman Tisdale – muzyk jazzowy oraz gracz ligi NBA zmarł na nowotwór w szpitalu w Tulsie (NBA)

## 14 maja 2009
- Agencja ESA wystrzeliła dwa nowe teleskopy kosmiczne: Herschel i Planck. (BBC News, Euronews)

## 13 maja 2009
- UEFA zdecydowała w Bukareszcie, że Euro 2012 zostanie zorganizowane w czterech miastach w Polsce i czterech na Ukrainie. W Polsce mecze zostaną zorganizowane w Warszawie, Poznaniu, Wrocławiu i Gdańsku.

## 11 maja 2009
- 89-letni Ukrainiec Iwan Demianiuk został zatrzymany przez amerykańskie władze federalne i został wydany Niemcom (Gazeta.pl, WOIO.com, Haaretz.com).

## 9 maja 2009
- Jacob Zuma objął urząd prezydenta RPA (BBC News).

## 8 maja 2009
- Jan Fischer stanął na czele nowego rządu Czech (BBC News).
- W pobliżu miasta Siguiri w północno-wschodniej Gwinei miała miejsce katastrofa górnicza, w której zginęło 13 osób, a 10 zaginęło.

## 6 maja 2009
- Stwierdzono pierwszy przypadek wirusa A-H1N1 w Polsce (Gazeta.pl).

## 4 maja 2009
- Premier Nepalu, Prachanda, zrezygnował ze stanowiska, po tym gdy prezydent Ram Baran Yadav uznał jego działania za niekonstytucyjne (BBC news).
- W strzelaninie na weselu w okolicach Mardin w południowo-wschodniej Turcji zginęły 44 osoby, a 6 zostało rannych (BBC news).

## 3 maja 2009
- Ricardo Martinelli został wybrany na prezydenta Panamy (BBC News).
- W katastrofie śmigłowca w północno-zachodniej Wenezueli zginęło 18 osób (BBC news).